# Polskie Towarzystwo Demokratyczne
Polskie Towarzystwo Demokratyczne − organizacja polityczna utworzona 24 maja 1909 roku w Poznaniu, w ówczesnym Wielkim Księstwie Poznańskim. Od czerwca 1910 roku pod nazwą Towarzystwo Demokratyczno-Narodowe.

## Program
Według programu organizacji celem Polskiego Towarzystwa Demokratycznego miało być zespolenie żywiołów demokratycznych ku obronie bytu narodowego oraz pracy nad rozwojem żywiołu polskiego w Rzeszy Niemieckiej, i to, na zasadzie narodowej odrębności oraz na podstawie ludowej w duchu demokratycznym.  

### Zasady
Zasada narodowa
- przestrzeganie narodowej odrębności i niezależności od obcych wpływów we wszelkiej działalności
- kierowanie się we wszelkiej działalności względem na dobro całego polskiego społeczeństwa, podporządkowując mu wszelkie interesy partykularne

Zasada demokratyczna
- Lud moralnie i fizycznie zdrowy oraz oświecony, jest najtrwalszą podwaliną naszej społecznej równowagi naszego narodowego życia
- Skoro zachodzi sprzeczność społecznych interesów warstw poszczególnych, należy w pierwszym rzędzie kierować się interesem ludu

### Zadania
praca wychowawczo-polityczna
- Zwalczanie politycznej bierności i bezmyślności oraz politycznej powierzchowności; występowanie przeciwko zabagnianiu życia politycznego przez mieszanie prywaty ze sprawami politycznymi
- Budzenie, kształcenie i pogłębienie zmysłu politycznego
- Budzenia poczucia obowiązków obywatelskich nakazującego: garnięcia się do pracy publicznej i krzewienia ofiarności na cele publiczne, dawanie szerokim masom w tym kierunku inicjatywy oraz świecenie im jak najlepszym przykładem
- Wyrabianie charakteru politycznego- wyrabianie z jednej strony odwagi przyznawania się do swych zasad i publicznego bronienia ich; z drugiej zaś strony wyrabianie politycznej sumienności czyli poczucia odpowiedzialności w sprawach publicznych, które nie zezwala na stawianie lekkomyślnych dla społeczeństwa w skutkach swych szkodliwych kroków

Akcja polityczna
1) Stosunek do systemu pruskiego
PTD uważało za podstawę akcji politycznej społeczeństwa polskiego wszechstronne i konsekwentne wyzyskiwanie praw obywatelskich, zagwarantowanych konstytucjami oraz ustawami Prus oraz Rzeszy. Obok umiejętnego korzystania z przysługującym społeczeństwu polskim praw PTD uważało za swe zadanie bezwzględną obronę tychże praw w reprezentacjach państwowych zarówno jak i gminnych, oraz popieranie tych dążności społeczeństwa niemieckiego, które zmierzają do rozszerzania praw obywatelskich w duchu postępowym.
2) Stosunek do społeczeństwa niemieckiego
PTD było przeciwne stałym sojuszom ze stronnictwami niemieckimi i jednostronnym uzależniania polityki polskiej od jakiegokolwiek odłamu społeczeństwa niemieckiego. Jedynie polityka wolnej ręki była korzystna dla polskich interesów. 
3) Stosunek do innych polskich obozów politycznych
PTD uważało za obowiązek narodowy solidarne współdziałanie ze wszystkimi obozami i grupami w łonie własnego społeczeństwa, które uznają zasadę solidarności narodowej wszędzie tam, gdzie jako zbiorowość polska przeciwstawiała się żywiołowi niemieckiemu.
4) Stosunek do duchowieństwa polskiego 
PTD przeciwne było hasłom odmawiającym duchowieństwu do czynnego udziału w politycznych jak i społecznych zabiegach polskiego społeczeństwa jak niemniej przeciwne było hasłom, zmierzającym do politycznej czy społecznej przewagi duchowieństwa jako stanu.
5) Stosunek do Kościoła rzymsko-katolickiego
PTD uważało za ważny środek narodowej obrony czuwanie opinii publicznej nad tym by interes narodowy społeczeństwa polskiego nie cierpiał wskutek politycznej uległości władz kościelnych wobec wszelkiego rodzaju germanizacyjnych tendencji. 

## Działacze
Do rady głównej weszli:
- z Poznania: Antoni Chłapowski, Stefan Chociszewski, Bernard Chrzanowski, Kazimierz Krajna, Władysław Mieczkowski, Stanisław Nowicki, Celestyn Rydlewski, Karol Rzepecki, Władysław Seyda, Marian Seyda i Jan Zabłocki,
- z Wielkiego Księstwa Poznańskiego: Teodor Drachowski z Kobylnicy, Tomasz Jackowski z Jarocina, Antoni Karpiński z Gniezna, Teodor Kubacki z Pleszewa, Maciej hr. Mielżyński z Chobienic, Stanisław Niegolewski z Niegolewa, Edward Trzciński z Gocanówka, Józef Woziwodzki z Gostynia i Antoni Grzesiński z Wławia,
- ze Śląska: Wojciech Korfanty,
- z wychodźstwa: Stanisław Kochowicz z Recklinghausen.

## Charakterystyka
Liga Narodowa swoją działalność na obszarze zaboru niemieckiego rozpoczęła już w 1899. Aktywiści endeccy prowadzili swoją działalność w różnego rodzaju organizacjach i stowarzyszeniach, takich jak: Towarzystwo Czytelni Ludowych, Towarzystwo Naukowej Pomocy, Poznańskie Towarzystwo Przyjaciół Nauk, Towarzystwo Gimnastyczne „Sokół”, Towarzystwo ku Ochronie Spraw Ekonomicznych i Społecznych „Straż”, Rada Narodowa. W orbicie zainteresowań narodowych demokratów były wszelkiego rodzaju struktury społeczne, edukacyjne, gospodarcze, kobiece, abstynenckie, dobroczynne, krajoznawcze, przemysłowe, kupieckie, rzemieślnicze oraz robotnicze.
Polskie Towarzystwo Demokratyczne powstało podczas zjazdu w Poznaniu, jaki miał miejsce 24 maja 1909. Organizacja miała charakter legalny. Autorem programu był Marian Seyda. W zarządzie organizacji zasiedli: Bernard Chrzanowski (prezes), Stefan Chociszewski (wiceprezes), Władysław Mieczkowski (sekretarz), Celestyn Rydlewski (zastępca sekretarza), Stanisław Nowicki (skarbnik).
Ponad rok później miał miejsce zjazd Rady Głównej PTD, gdzie podjęto decyzję o zmianie nazwy na Towarzystwo Demokratyczno-Narodowe (12 czerwca 1910). Do organizacji dołączyło środowisko związane z pismem „Orędownik”, które wydawał i redagował Roman Szymański. W listopadzie 1910 działało w ugrupowaniu około 250 osób. W 1911 na Kujawach i na Pomorzu powstało Narodowe Stronnictwo Ludowe, którego władze w większości wywodziły się z TDN (Kazimierz Karasiewicz – prezes, Maksymilian Gruszczyński – zastępca prezesa, Jan Teska – sekretarz, Jan Bona – zastępca sekretarza, Julian Szychowski – skarbnik).
Przyjęcie przez ruch narodowy orientacji na Rosję nie wywołało żadnych zadrażnień wśród endeków w zaborze niemieckim. Polem kontrowersji był spór między oporem legalnym a militaryzacją działalności formacji (zwłaszcza wśród młodzieżowych organizacji endeckich), co wiązało się włączaniem do tzw. „akcji czynnej” (m.in. działalność takich osób, jak: Ksawery Zakrzewski czy Karol Rzepecki).

## Prasa związana z PTD i TND[6]
- „Kurier Poznański”
- „Orędownik”
- „Katolik”
- „Gazeta Ostrowska”
- „Goniec Wielkopolski”
- „Słowo Pomorskie”
- „Gazeta Grudziądzka”
- „Gazeta Ludowa. Pismo codzienne dla ludu polskiego na Śląsku”
- „Lech” Gniezno
- „Praca” Poznań